# Mariestads superintendentia
Mariestads superintendentia var ett eget kyrkligt förvaltningsområde inom den svenska kyrkan från år 1580 fram till och med 1646, då det gick upp i Karlstads superintendentia. Något biskopsstift har aldrig funnits i Mariestad. Superintendentian bildades  genom en utbrytning ur Skara stift varvid Värmland och två av de nordligast belägna häraderna i Västergötland, Vadsbo och Valle, kom att tillhöra Mariestads superintendentia. Det leddes av en superintendent. År 1646 flyttades superintendenturen till Karlstad. Ett stift har dock aldrig varit inrättat i Mariestad.

## Superintendenter
| Ämbetstid | Namn                        | Levnadstid | Övrigt |
| --------- | --------------------------- | ---------- | ------ |
| 1580-1591 | Jesper Marci                | Död 1591   |        |
| 1592-1603 | Matthias Marci              | 1560-1603  |        |
| 1605-1610 | Petrus Henrici Melartopaeus | Död 1610   |        |
| 1612-1646 | Jonas Oriensulanus          | Död 1646   |        |